# Natalia Streignard
Natalia Martínez Streignard Negri (Madrid, Španjolska, 9. rujna 1970.), venezuelanska glumica.

## Biografija
Natalia je rođena u Madridu. Njen je otac bio Nijemac, a majka Argentinka. Kada je imala tri godine s obitelji se preselila u Venezuelu. Natalia nije bila dobra učenica. Započela je karijeru prijavljivanjem za Miss Venezuele. Dobila je svoju prvu glavnu ulogu u telenoveli Sol de tentacion. Zatim je glumila u La mujer de mi vida, a scene iz te telenovele bile su snimljene na najljepšim mjestima u Miamiju. Tijekom snimanja, zaljubila se u kubanskog glumca Maria Cimarra, za kojeg se kasnije i udala. 2001. godine su se rastali. 

## Filmografija
- El Juramento kao Andrea Robles Conde (2008.)
- Decisiones kao Laura/Raquel ( 2005-2007 )
- La Tormenta kao Maria Teresa Montilla ( 2006.)
- Al rojo vivo por María Celeste kao Natalia Streignard (2007.)
- ¡Anita, no te rajes! kao Ariana Dupont Aristizábal (2005.)
- Mi gorda Bella kao Valentina Villanueva Lanz/Bella de la Rosa Montiel ( 2002-2003 )
- La niña de mis ojos kao Isabel Díaz Antoni (2001.)
- Soledad kao Débora Gutiérrez (2001.)
- Mi destino eres tú kao Sofía Devesa Leyva (2000.)
- La mujer de mi vida kao Bárbara 'Barbarita' Ruiz (1998.)
- Amada enemiga kao María Laura Andueza (1997.)
- So de tentacion kao Sol Romero (1996.)
- Swet enemy kao María Laura Andueza (1995.)
- Pedacito de cielo (1993.)